# Lass mich allein
Lass mich allein ist ein Lied des deutschen Rappers Bushido aus dem Album AMYF, das im Oktober 2012 erschien.

## Entstehung und Veröffentlichung
Das Lied wurde vom Interpreten selbst, zusammen mit den Koautoren Mohamed El Moussaoui (MoTrip), Konstantin Scherer (Djorkaeff) und Vincent Stein (Beatzarre), geschrieben. Dabei verfassten Bushido und MoTrip den Text, während Bushido auch mit Beatzarre und Djorkaeff die Musik komponierte. Mit Ausnahme von MoTrip zeichneten alle Autoren auch für die Produktion verantwortlich.
Die Erstveröffentlichung von Lass mich allein erfolgte am 12. Oktober 2012 als Teil von AMYF bei Ersguterjunge (Katalognummer: 08872-5467452-(8)), dem achten Studioalbum von Bushido.

## Inhalt
Das Lied behandelt eine ehemalige Freundschaft des Interpreten und wurde deshalb von Beobachtern als thematische Aufarbeitung seiner im Vorfeld zerbrochenen Freundschaft mit Kay One verstanden. Im Jahr 2013 bestätigte Bushido diese Interpretation, indem er während eines Liveauftritts Kay One explizit im Refrain des Liedes nannte. Im Lied werden Textpassagen wie „Es fühlt sich Scheiße an, wenn Freunde dir den Rücken kehren. Wir sehen ein Tal, aber baun’ keine Brücken mehr“ und „Ich hab’ gedacht, dass es passt mit uns Zweien. Bruder, keiner sieht mich in der Nacht, wenn ich wein’. Bitte lass mich allein“ geäußert.

## Kommerzieller Erfolg
Lass mich allein erschien nicht als Single, konnte sich aber aufgrund von Einzeldownloads in den Charts platzieren und erreichte dabei Rang 34 in der Schweiz, Rang 52 in Österreich oder auch Rang 61 in Deutschland. In allen Ländern platzierte sich das Lied eine Woche in den Charts.
| ChartsChartplatzierungen | Höchstplatzierung | Wochen |
| ------------------------ | ----------------- | ------ |
| Deutschland (GfK)        | 61 (1 Wo.)        | 1      |
| Österreich (Ö3)          | 52 (1 Wo.)        | 1      |
| Schweiz (IFPI)           | 34 (1 Wo.)        | 1      |